# Auguste Fourès

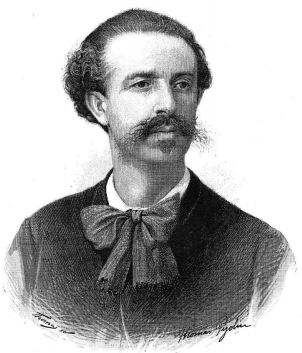
Auguste Fourès

Auguste Fourès (* 8. April 1848 in Castelnaudary, Département Aude; † 4. September 1891 ebenda) war ein südfranzösischer Dichter.

## Leben
Auguste Fourès war ein Sohn des Handelsrichters Jean-François Fourès. Er schlug eine literarische Laufbahn ein und veröffentlichte Werke nicht nur in französischer, sondern auch in okzitanischer Sprache. Seine ersten poetischen Versuche (Oiselets et fleurettes, 1872; Le fer ouvré, 1872; Antée, 1873; Marsyas, 1874) fanden durch den Reiz ihrer altertümelnden Sprache großen Beifall und hatten 1881 seine Aufnahme in den Dichterverein der Félibrige zur Folge. Weitere Werke, die Fourès als erfolgreichen Nacheiferer Pierre Goudelins zeigen, sind u. a.:
- Les Grilhs, pouesios del Lauragues, 1888
- Les Cants del Ssulelh, pouésios del Lauragués, 1891

Von 1885 bis 1888 leitete Fourès die Redaktion des Petit Toulousain, den er zum angesehensten Literaturblatt Südfrankreichs machte. Postum wurden seine Werke Le Sego, Muso Silvestro und En Lauraguais herausgegeben.